# Myotis ozensis
Myotis ozensis is een zoogdier uit de familie van de gladneuzen (Vespertilionidae).

## Verspreiding en leefgebied
Deze soort is endemisch in Japan.